# Heliconius rubicunda
Heliconius rubicunda är en fjärilsart som beskrevs av Friedrich Wilhelm Niepelt 1907. Heliconius rubicunda ingår i släktet Heliconius och familjen praktfjärilar. Inga underarter finns listade i Catalogue of Life.